# 流浪動物之家基金會
財團法人流浪動物之家基金會是台灣的動物保護組織，1996年由汪麗玲成立。協會在新北市貢寮區設有保育場收容流浪狗。

## 歷史

### 早期
創辦人汪麗玲女士為第二屆中國小姐冠軍。她最初在1987年與一批動保人士，包括葉力森、葉明理、杜白等人，籌設「流浪動物之家」，於次年（1988年）正式設立。設立初期規模尚小，在30坪大小的場地內收容了70多隻狗。
1994年，汪麗玲向媒體揭發清潔隊殘酷處置流浪狗的惡行，並親自帶領媒體記者前往有不少流浪狗葬身的沼氣孔所在地；此舉引發台灣各界開始檢討捕抓流浪狗的手段。

### 基金會
流浪動物之家基金會於1996年正式成立，致力於向社會宣導愛護動物的正確觀念。1998年《動物保護法》列入立法院議事程序時，汪麗玲與一批志工為防事態有變，還在立法院前輪流站崗3天監督。
2004年，基金會推出一元認養動物方案，讓不便養狗之民眾可在網站上選擇要認養的狗，每日捐款一元。
2018年，台北市議員鍾小平接替汪麗玲成為基金會董事長，亦兼任秘書長。

## 外部連結
- 官方网站
- 流浪動物之家基金會的Facebook專頁